# 강빛
강빛( 1999년 9월 14일 ~ )은 대한민국의 배우이다. 
- 형은 아역 연기자 출신의 강산이다.

## 학력
- 인천부곡초등학교 (졸업)
- 청천중학교 (졸업)
- 서울공연예술고등학교 실용음악과 (졸업)

## 연기 활동

### 드라마
- 2004년 MBC 《영웅시대》 ... 어린 철승 역 (정성모 아역)
- 2005년 SBS 《불량 주부》 ... 지훈 역
- 2006년 SBS 《사랑과 야망》 ... 장요섭 역
- 2008년 KBS2 《대왕 세종》 ... 어린 문종 역 (이상엽 아역)
- 2008년 KBS2 《태양의 여자》 ... 어린 홍은섭 역 (강지섭 아역)
- 2009년 SBS 《천국의 아이들》 ... 박준구 역
- 2009년 KBS2 《파트너》 ... 권세현 역
- 2009년 MBC 《지붕뚫고 하이킥!》33회 ... 해리 남자친구, 정교빈 역
- 2009년 SBS 《아버지, 당신의 자리》
- 2010년 MBC 《개인의 취향》 ... 어린 전진호 역 (이민호 아역)
- 2011년 EBS 《TV로 보는 원작동화 - 잘못 뽑은 반장》 ... 황제하 역
- 2012년 OCN 《신의 퀴즈 3》 ... 박상준 역
- 2012년 MBC 《오자룡이 간다》 ... 어린 용석 역 (진태현 아역)
- 2013년 MBC 《7급 공무원》 ... 어린 한길로 역 (주원 아역)

### 영화
- 2007년 《가면》 ... 어린 윤서 괴롭히는 아이들 역
- 2008년 《하늘을 걷는 소년》 ... 소년 1 역
- 2012년 《철가방 우수씨》 ... 어린 김우수 역 (최수종 아역)
- 2013년 《동창생》 ... 어린명훈 역